# Sédrata (Ouargla)
Sadrāta
Pour les articles homonymes, voir Sedrata.
Sédrata (en berbère : Isedraten) est une ancienne cité berbère ibadite, située au sud-est de l'actuelle Ouargla, dans le Sahara algérien.
La ville a connu un essor important après la destruction de Tahert et l'installation des réfugiés ibadites, elle subit deux destructions (la dernière au XIIIe siècle) qui ont obligé les habitants à fuir de nouveau, cette fois vers le Mzab.
Les vestiges ensablés de Sédrata ont été redécouverts vers la fin du XIXe siècle, ils abritent de somptueux décors en stuc.

## Toponymie
Le toponyme Sédrata se réfère à une tribu berbère issue des Lawâta et largement disséminée dans l'espace maghrébin. Dans les textes médiévaux, le secteur des vestiges est englobé dans un toponyme plus général, « Warjlân », qui semble désigner à la fois l'ensemble du bassin de Ouargla, et une aire d'habitat qui jouait la fonction de pôle central de cet espace.  
Elle est parfois surnommée l'« Atlantide du désert » ou la « Pompéi du sud ».

## Histoire

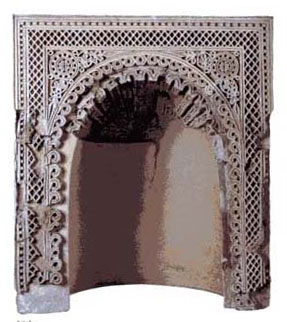
Niche sculptée de Sedrata exposée au Musée national des antiquités et des arts islamiques d'Alger.

L'histoire de la ville de Sédrata est difficile à retracer, car la plupart des textes qui l'évoquent utilisent l'appellation générale de Ouargla pour la désigner. Contrairement à ce qui est généralement admis, la ville n'a pas été fondée par le dernier imam rostémide. L'adhésion de la région à l'ibadisme remonte au VIIIe siècle, dès le règne du premier imam rostémide. Les liens qu'elle entretient avec Tahert renforcent son importance, qui devient une étape importante sur les routes commerciales menant au Soudan. 
En 909, Tahert est ruinée par l'attaque des Berbères montagnards Kutama, alliés au dai  fatimide Abu Abd Allah ach-Chi'i. La ville est détruite et ses habitants sont massacrés ou exilés. Les réfugiés fuient dans le désert, ils s'établissent alors à Sédrata.
Ce n'est que dans la première moitié du XIe siècle qu'ils se sont progressivement installés dans la vallée du Mzab, et ont bâti les cinq cités de la pentapole mozabite. La ville est détruite une première fois par l'armée hammadide vers 1075, qui lutte contre les Zénètes. L'oasis est rattachée au domaine hammadide, tout en gardant une large autonomie.
Aux environs de 1229, Sédrata est dévastée par les Beni Ghania. Selon un manuscrit arabe, la cité est détruite en 1274 par un chef de troupes dont l'origine politique est inconnue, qualifié de « Qaïd El-Mançoûr El-Machriq ». Celle-ci marquerait la fin de la prospérité connue au Xe et XIe siècles. L'actuelle Ouargla devient alors définitivement le centre principal de la région.
La présence d'importantes ressources aquifères explique que cette oasis a été jadis la plus grande palmeraie d'Algérie, et que la culture du blé y ait été pratiquée au XIIe siècle. Nœud fondamental du commerce transsaharien, la région aurait vu transiter l'or jusqu’au XIIIe siècle.

## Archéologie

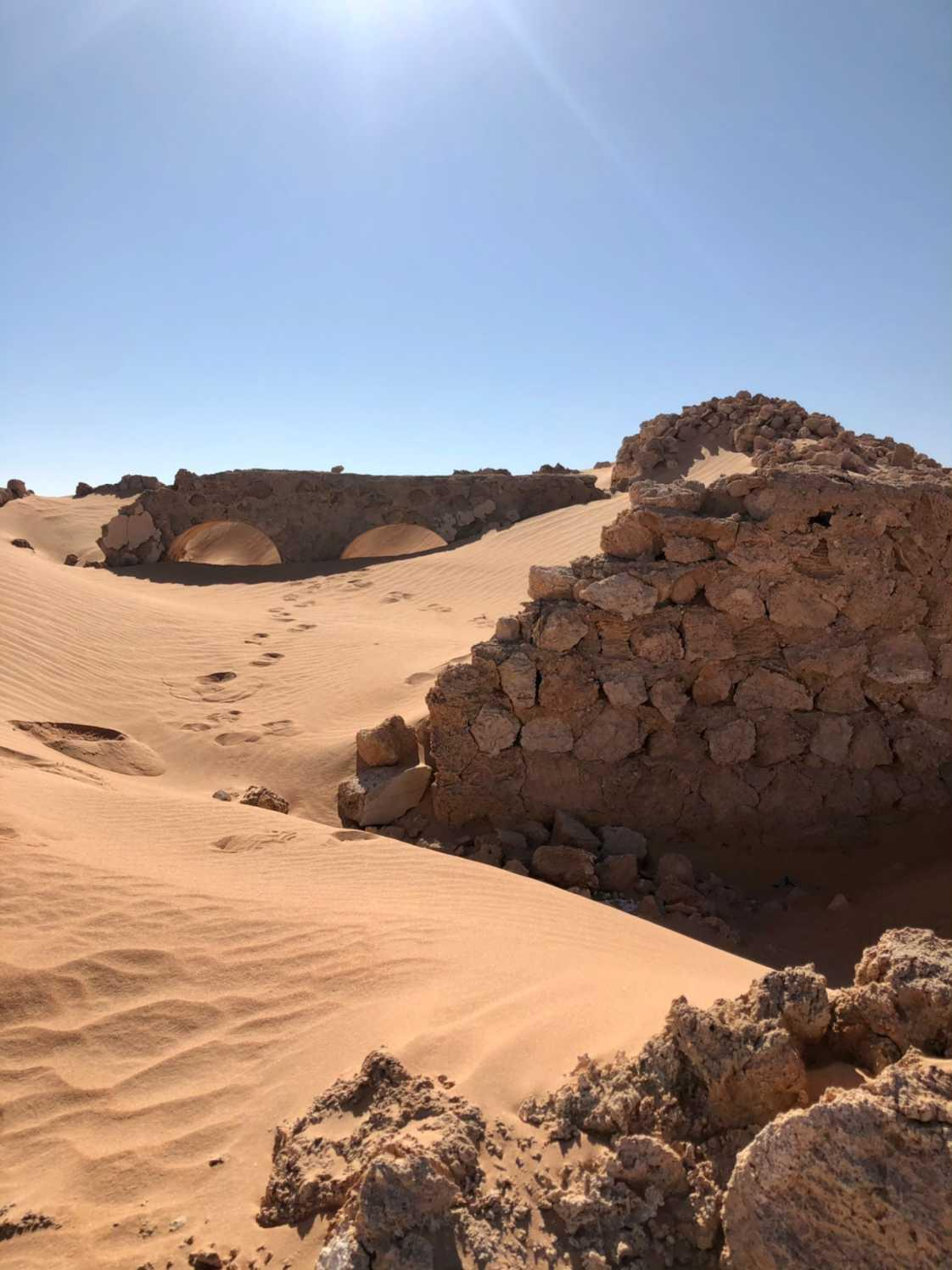
Site archéologique de Sédrata.

Le site archéologique médiéval de Sédrata est situé à 14 km au sud de la ville d'Ouargla, dans le Sahara algérien septentrional. Il est aujourd'hui presque recouvert par les sables, qui s'étire sur plus de deux kilomètres de long sur six cents mètres de large, dans une cuvette bordée des monts de Gours. 
Les ruines abritent de nombreux décors en stuc, datés des Xe – XIIe siècles. Les décors, véritables tapis muraux, s'organisaient en panneaux aux motifs variés : rosaces, palmes, motifs géométriques et inscriptions. Ils évoquent les motifs employés dans les textiles, broderies, mais aussi certains décors chrétiens de Tébessa. C'est là qu'apparaît pour la première fois au Maghreb l'arc lobé, et l'arc outrepassé en fer à cheval. Certains panneaux en stuc sont conservés au musée du Bardo à Alger, au musée saharien de Ouargla, au musée national des antiquités et des arts islamiques et à Paris. 
Les ruines constituent le prolongement de l’art et de l'architecture des Rostémides. Une mosquée couverte de coupoles ovales juxtaposées et plusieurs ensembles résidentiels ont été découverts. L'art de Sédrata est caractérisé par sa décoration simple en plâtre ou des inscriptions en kufique. La cité semble être le point de convergence de plusieurs influences venant d'Orient et d'Occident. L'absence de relevé topographique rend sa compréhension assez difficile.
La ville est redécouverte en 1868. De nombreuses fouilles ont été menées depuis la fin du XIXe siècle, de nouvelles découvertes archéologiques ont eu lieu dans les années 1950, à la suite des fouilles de l'archéologue suisse Marguerite van Berchem. Dans les années 1990, les fouilles archéologiques ont été relancées, mais suspendues en 2006 après la mort d'Ali Hamlaoui, dont la thèse de doctorat, soutenue à la Sorbonne, traitait de la ville de Sedrata. 
Elle comporte au moins trois zones de peuplement, unies par un dense réseau de communication, auxquelles s'ajoutent des bordjs périphériques. Le noyau principal, au sud, est enserré par une enceinte polygonale flanquée de tours saillantes et abrite la grande mosquée. Au nord, s'élève sur une hauteur, un autre ensemble entouré d'une enceinte et dont le centre renferme un bâtiment profusément décoré de stucs sculptés, surnommé le « palais aux trente-quatre pièces » par ses fouilleurs.
Le troisième groupe comporte une grande enceinte de forme rectangulaire, dont l'entrée est flanquée d'une grosse tour. Les pièces fouillées autour de la cour centrale possédaient un abondant décor de stucs. Au pied de ces agglomérations s'étendaient des palmeraies de culture mixte. On trouve aussi le cimetière.

Stucs sculptés de Sédrata
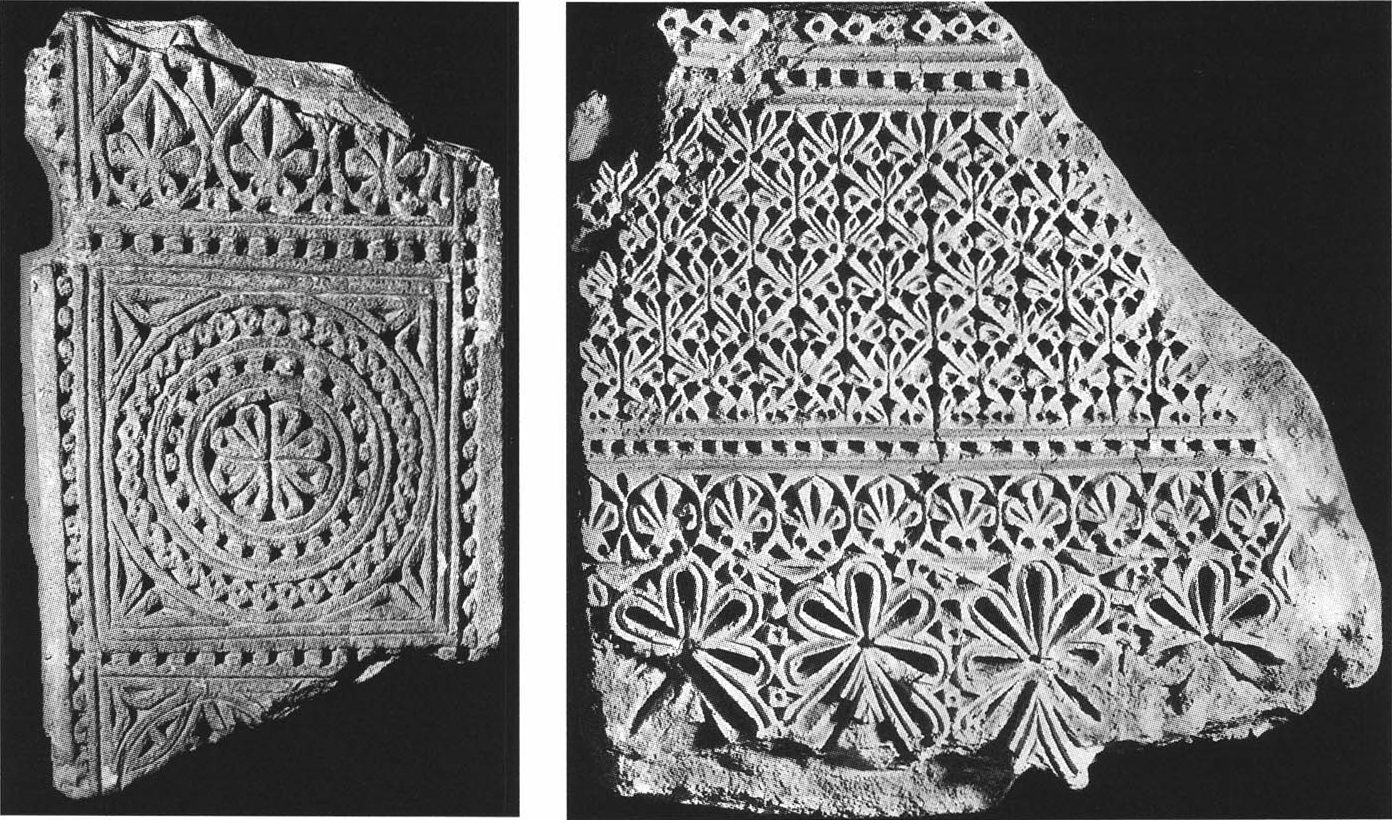
Photo de Georges Marçais.
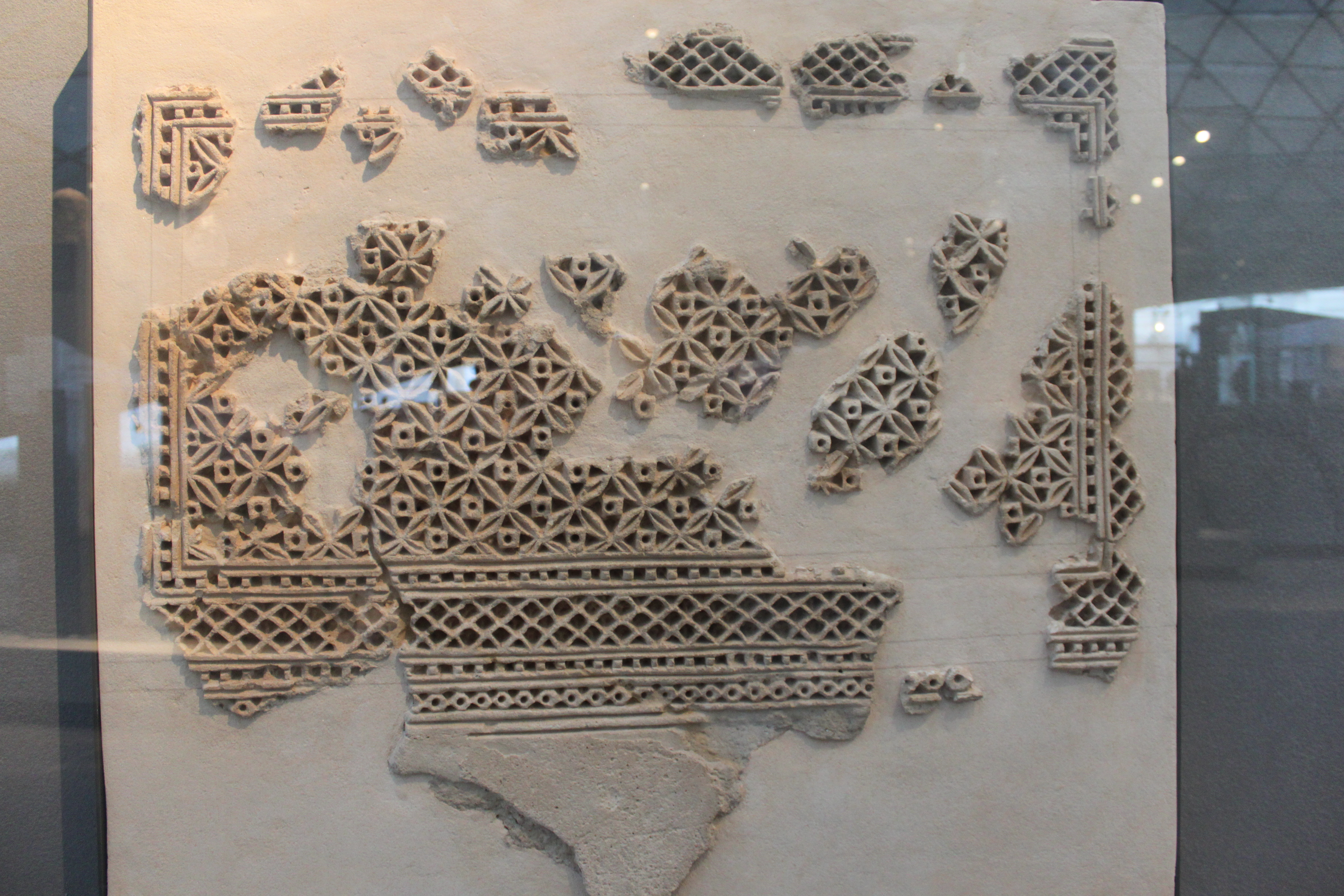
Département des Arts de l'Islam - Musée du Louvre.
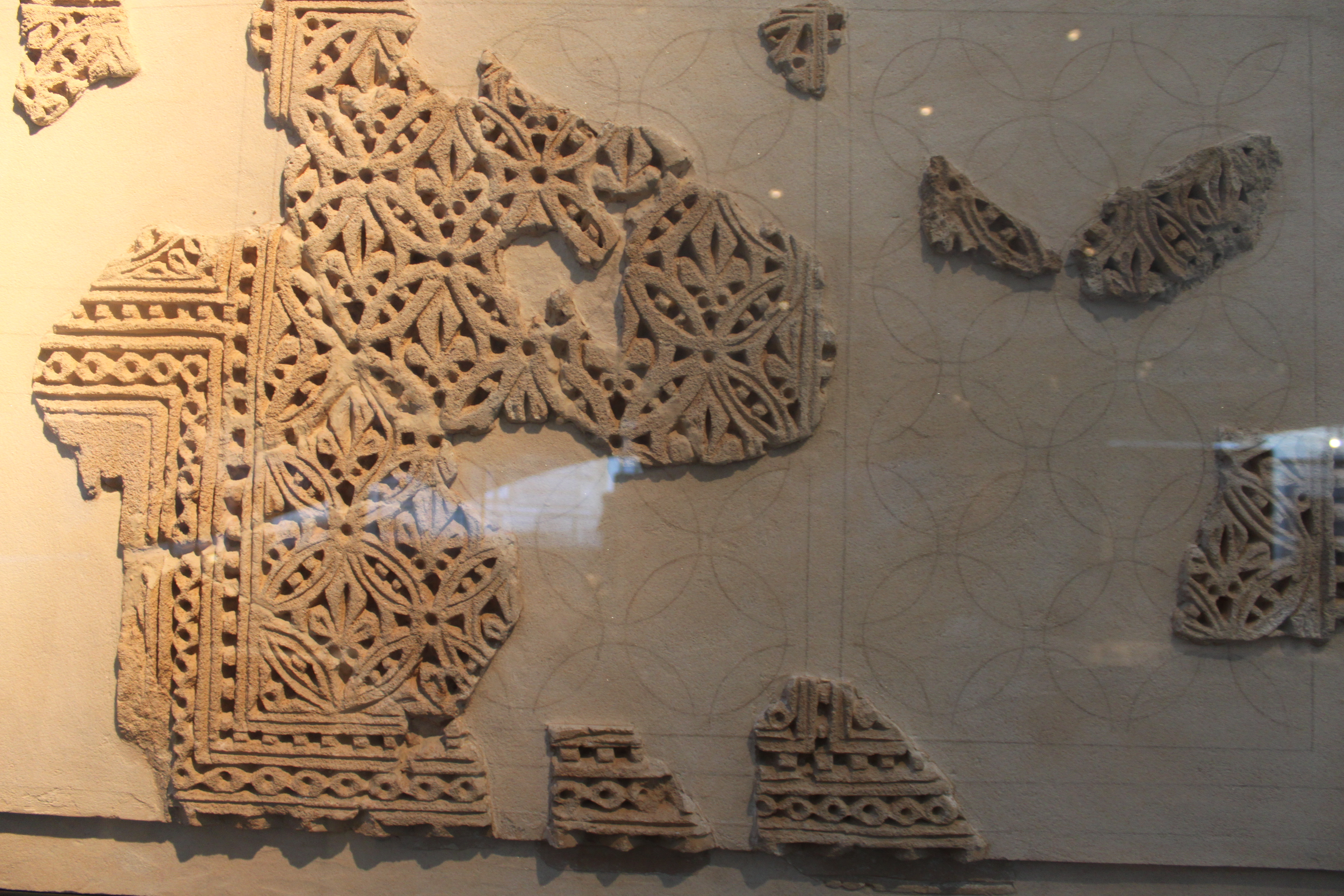
Fouilles de M. Van Berchem, 1951-1952
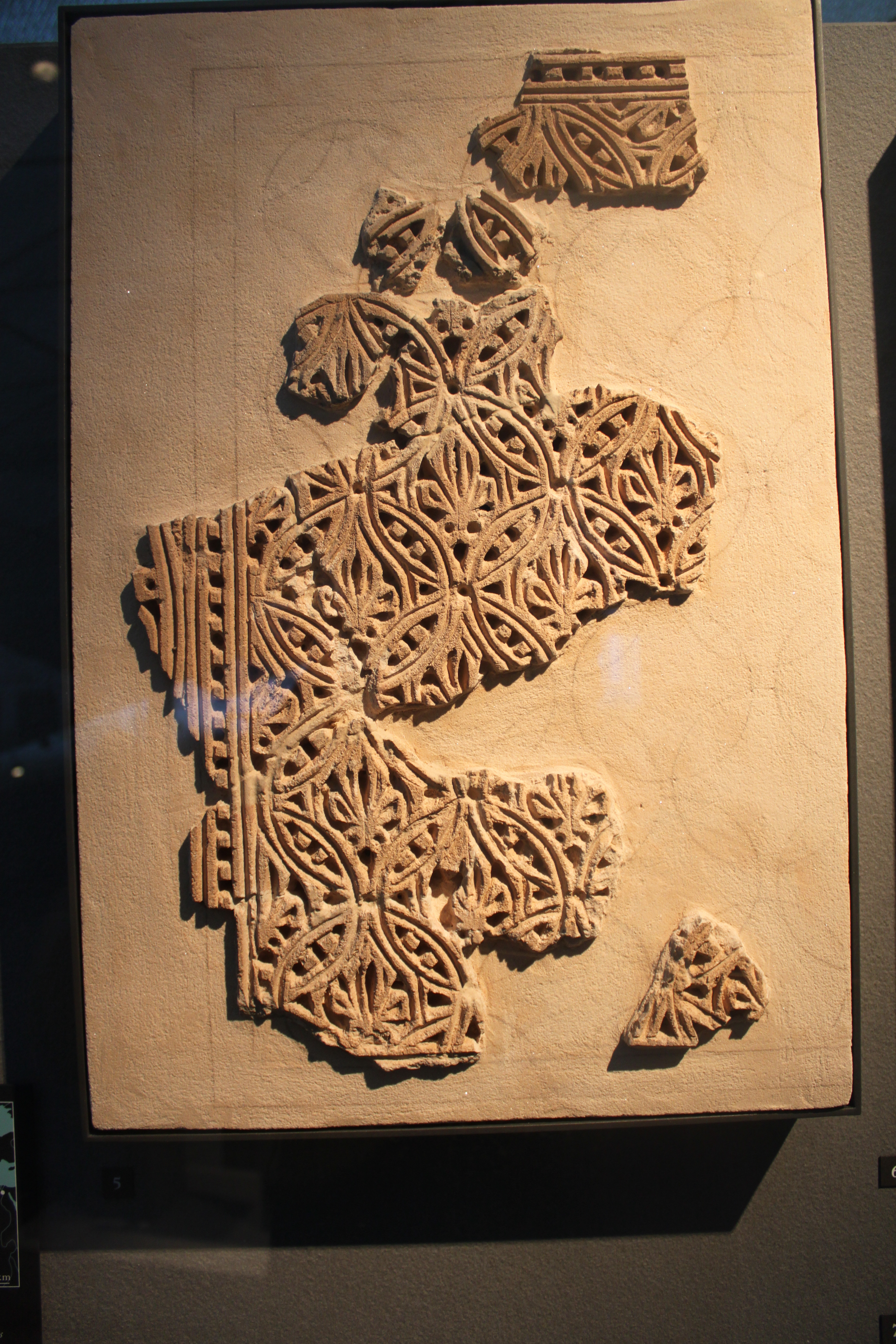
Panneau mural - Musée du Louvre

## Patrimoine et symbolisme

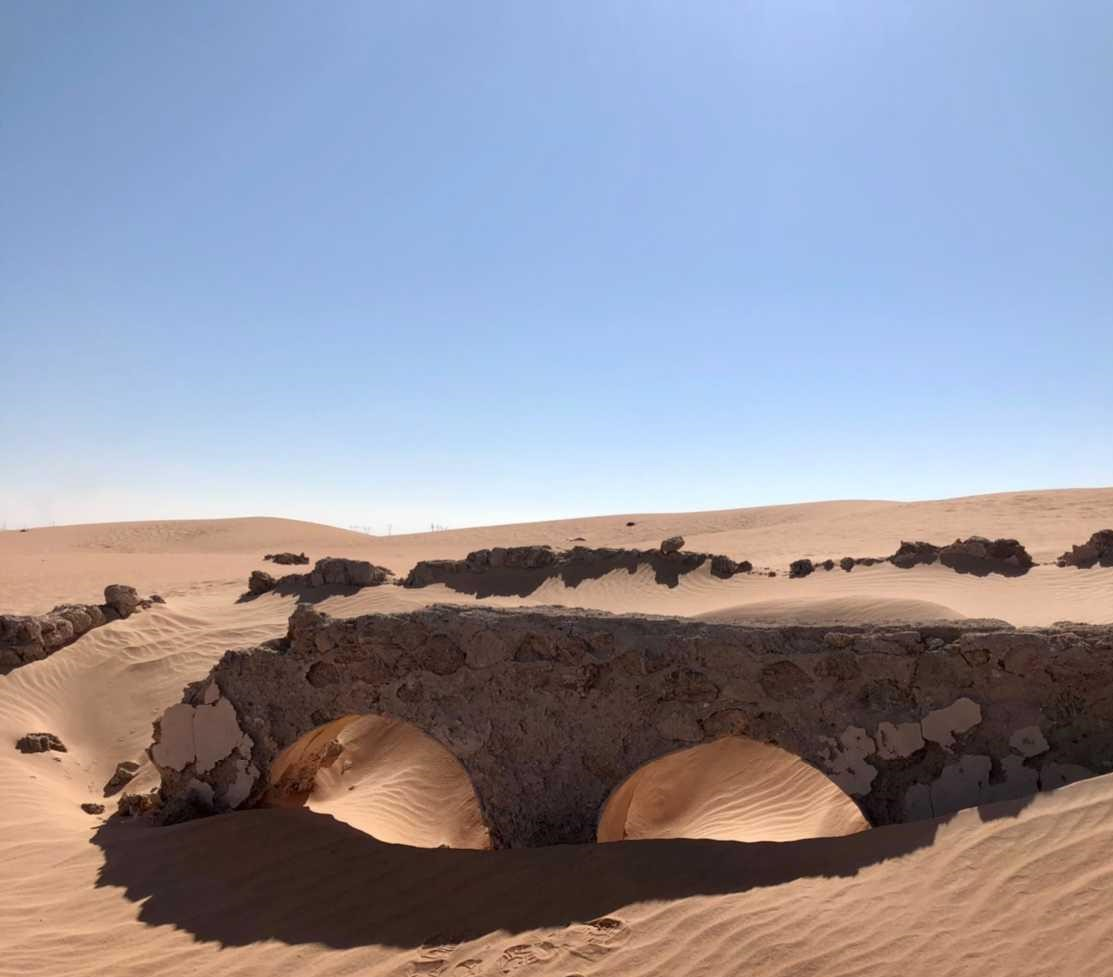
Arcs ensablés.

Les vestiges de Sédrata sont l'objet d'une protection officielle, le site archéologique s'étend sur 4 152 hectares, dont 769 hectares classés. C'est un lieu de mémoire pour les ibadites, et il a fait l'objet de multiples réappropriations symboliques jusqu'à nos jours.
La tombe supposée de l'imam Ya'qūb ben Aflah, dernier souverain de la dynastie rostémide fait l'objet d'un pèlerinage annuel actif. Ce pèlerinage attire les communautés ibadites du Maghreb, mais aussi des visiteurs de plus en plus nombreux.
Après l'indépendance de l'Algérie, Sédrata prend place parmi les emblèmes du patrimoine algérien. En 1967, un timbre inspiré des découvertes de l'archéologue suisse Marguerite van Berchem, et intitulé « fouilles de Sedrata ». Il est dessiné par le miniaturiste algérien Mohammed Racim. En 1995, une autre série contribue à populariser les décors de stuc. Dans la ville d'Ouargla, le prestige de la ville nourrit la réaffirmation discrète de la communauté ibadite, et la formation de l'association « Sedrata » en 1990.